# Thylogale calabyi
Thylogale calabyi is een zoogdier uit de familie van de kangoeroes (Macropodidae). De wetenschappelijke naam van de soort werd voor het eerst geldig gepubliceerd door Tim Flannery in 1992.

## Kenmerken
T. calabyi is de kleinste pademelon van Nieuw-Guinea. De staart is dicht behaard en er is vergeleken met andere soorten relatief weinig naakte huid bij de poten. Over de heupen loopt een bleke streep. Mannetjes zijn een stuk groter dan vrouwtjes. De kop-romplengte bedraagt 334 tot 416 mm voor vrouwtjes en 470 tot 550 mm voor mannetjes, de staartlengte respectievelijk 246 tot 380 mm en 345 tot 460 mm, de achtervoetlengte 103 tot 110 mm en 121 tot 133 mm en het gewicht 32,2 tot 37,3 g en 44,8 tot 57,0 g.

## Verspreiding
Deze soort komt voor op de bergen Mount Albert Edward en Mount Giluwe in Papoea-Nieuw-Guinea. Daar leeft deze soort in grasland op grote hoogte (ongeveer 3000 m). Door de jacht met honden is de soort in de graslanden zelf nu vrijwel uitgestorven, maar op de grens met het bergregenwoud komt de soort nog voor. Ten gevolge hiervan wordt de soort als "bedreigd" geclassificeerd door de IUCN. Een andere pademelon die vroeger ook in de berggraslanden van Nieuw-Guinea voorkwam is inmiddels uitgestorven. Deze soort is genoemd naar de gerenommeerde Australische bioloog Dr. John Calaby.